# Чишма-Бураево
Чишма-Бураево (баш. Шишмә-Борай) — деревня в Бураевском районе Башкортостана, входит в состав  Тазларовского сельсовета.

## Население
| 2002 | 2009 | 2010 |
| ---- | ---- | ---- |
| 173  | ↘139 | ↗140 |

Национальный состав
Согласно переписи 2002 года, преобладающая национальность — башкиры (99 %).

## Географическое положение
Расстояние до:
- районного центра (Бураево): 16 км,
- центра сельсовета (Новотазларово): 3 км,
- ближайшей ж/д станции (Янаул): 84 км.

## Известные уроженцы
- Саяпов, Искандар Агзамович (15 сентября 1934 года — 8 июля 2008 года) — сценограф, живописец, заслуженный художник РБ (1994), член Союза художников СССР с 1980 года, главный художник Туймазинского татарского государственного драматического театра (1985—1997).